# Organizacja Narodu Polskiego – Liga Polska
Polsko-Polonijna Organizacja Narodu Polskiego – Liga Polska (ONP-LP) – polska prawicowa partia polityczna zrzeszająca działaczy z Polski oraz Polaków przebywających na emigracji.

## Historia
W 1990 powstało Polskie Forum Bazylejskie, które miało wspomóc przemiany w III RP na szczeblu gospodarki. Z powodu braku możliwości nie doszło to jednak do skutku. Postanowiono więc powołać partię polityczną. 25 października 2000 w ewidencji zarejestrowane zostało ugrupowanie pod nazwą „Liga Polska – Organizacja Narodu Polskiego”. 24 lutego 2001 odbył się kongres założycielski z udziałem delegatów z Polski, Europy Zachodniej oraz Ameryki Północnej i Południowej. Tworzenie struktur partii rozpoczęto w kraju, a także za granicą (w Norwegii, Chicago, Francji, Szwajcarii, Australii i Kanadzie). W 2001 nie powiodły się próby współpracy ugrupowania z działaczami Stronnictwa Narodowego, którzy utworzyli następnie Ligę Polskich Rodzin. Niektórzy członkowie Ligi Polskiej startowali jednak z list LPR, nie uzyskując mandatów. W 2002 partia wzięła udział w wyborach samorządowych, a w 2003 w referendum akcesyjnym prowadziła kampanię nawołującą do głosowania przeciw członkostwu Polski w Unii Europejskiej. 
W wyborach parlamentarnych w 2005 Organizacja Narodu Polskiego – Liga Polska zgłosiła sześciu kandydatów do Senatu (żaden z nich nie uzyskał mandatu). Byli to:
- Mieczysław Biliński – okręg Krosno,
- Janusz Dobrowolski – okręg Siedlce,
- Marek Głogoczowski – okręg Białystok,
- Michał Okrześ – okręg Legnica,
- Janusz Soroka – okręg Zielona Góra,
- Józef Wysocki – okręg Wrocław.

Łącznie zdobyli oni 61 038 głosów. W wyborach do Sejmu bezskutecznie wystartowało 3 przedstawicieli ONP-LP:
- Witold Kruszyński – okręg Wałbrzych, lista Ruchu Patriotycznego, uzyskał 89 głosów,
- Roman Urbański – okręg Gdynia, lista Domu Ojczystego, uzyskał 45 głosów,
- Mieczysław Sass – okręg Bydgoszcz, lista Narodowego Odrodzenia Polski, uzyskał 26 głosów.

Kandydatem ONP-LP w wyborach prezydenckich w 2005 był prezes partii Jan Pyszko (uzyskał 10 371 głosów, tj. 0,07%).
W 2007 do Sejmu i w 2009 do Parlamentu Europejskiego kandydatem partii był ówczesny przewodniczący jej zarządu głównego Jan Eugeniusz Malinowski. W okręgu warszawskim, w wyborach w 2007, startując z listy Prawa i Sprawiedliwości, uzyskał 266 głosów, a w wyborach do Parlamentu Europejskiego w 2009, kandydując z listy Libertas, otrzymał 128 głosów.
W wyborach parlamentarnych w 2011 dwóch przedstawicieli ONP-LP wystartowało do Sejmu z list Prawicy Rzeczypospolitej. Mieczysław Biliński w okręgu krośnieńskim otrzymał 34 głosy, a Eugeniusz Murawski w okręgu podwarszawskim uzyskał 25 głosów. Przed wyborami samorządowymi w 2014 partia miała powołać wspólny komitet z Samoobroną Odrodzenie, jednak ostatecznie do porozumienia nie doszło. W wyborach parlamentarnych w 2015 członek partii Jerzy Strzelecki kandydował do Senatu w okręgu ostrołęckim z ramienia komitetu Obywatele do Parlamentu, zajmując 3. miejsce spośród 4 kandydatów (otrzymał 18 107 głosów, tj. 13,09%).
ONP-LP podjęła współpracę z Normalnym Krajem i Polską Patriotyczną. W wyborach parlamentarnych w 2019 członek partii Adam Bednarczyk otworzył listę Akcji Zawiedzionych Emerytów Rencistów w okręgu siedleckim, otrzymując 398 głosów. Zgłosił on również swoją kandydaturę w wyborach prezydenckich w 2020, jednak nie zebrał wystarczającej do rejestracji kandydatury liczby podpisów. W wyborach parlamentarnych w 2023 członkowie ONP-LP nie wystartowali.

## Prezesi partii
Prezesem ugrupowania był do śmierci (18 października 2009) dr hab. n. med. Jan Pyszko, kandydat na Prezydenta Rzeczypospolitej Polskiej w 2005. 27 marca 2010 zastąpił go Janusz Lech Siemiński, który zmarł 15 września 2012. Jego następcą został Stanisław Bujnicki.

## Program
Organizacja Narodu Polskiego – Liga Polska określa się jako ugrupowanie patriotyczne i chrześcijańskie o charakterze społecznym i ogólnonarodowym. Jako główny cel stawia obronę tożsamości narodowej ojczyzny. Zrzesza działaczy z kraju i zagranicy. Do postulatów programowych partii należą m.in.: 
- tworzenie w Polsce nowych miejsc pracy poprzez inwestycje społeczne i prywatne z zaangażowaniem kapitału polonijnego;
- stworzenie podstaw prawnych, instytucjonalnych i finansowych dla funkcjonowania małych i średnich przedsiębiorstw;
- zapewnienie bezpieczeństwa energetycznego Polski oraz wykorzystanie energii odnawialnej w każdej gminie w kraju;
- zwiększenie znaczenia polskiej gospodarki morskiej oraz rybołówstwa morskiego i śródlądowego;
- wprowadzenie w Polsce bezpłatnego i ogólnodostępnego szkolnictwa;
- zapewnienie pełnego zakresu usług medycznych i dostępności leków dla wszystkich Polaków;
- podniesienie warunków pracy i poziomu życia społeczeństwa polskiego;
- uruchomienie Banku Inwestycyjnego Polsko-Polonijnego, Fundacji Polsko-Polonijnej, Giełdy Polsko-Polonijnej oraz innych wspólnych instytucji;
- wprowadzenie jednomandatowych okręgów wyborczych;
- wprowadzenie okręgu wyborczego dla Polonii.